# 中国钢管舞国家队
中国钢管舞国家队，建立于2012年10月21日，地点是天津市，队员分别是5个女队员和2个男队员，3个女替补和3个男替补。

## 沿革
2010年，中国加入世界钢管舞联合会，世界钢管舞联合会邀请中国参加2011年世界钢管舞锦标赛，中国接受了邀请。同年11月，中国钢管舞锦标赛暨世界钢管舞锦标赛中国赛开启。
2011年10月，匈牙利布达佩斯举行了钢管舞世界锦标赛，中国选手孟依繁晋级24强。
2012年10月，中国钢管舞国家队正式成立。

## 成员
2012年10月16日公布的名单：
- 主教练：袁标[3]
- 队长：孟依繁[3]
- 女队员：谷薇、刘宁、宋瑶、曹诺[3]
- 男队员：闫少轩、刘岩[3]
- 女替补：钰玟、孙闻竹、周文[3]
- 男替补：莫小德、晨枫、丁瑞[3]